# Pervomaiski (Saràtov)
Pervomaiski (en rus: Первомайский) és un poble (un possiólok) de l'óblast de Saràtov, a Rússia, segons el cens del 2010 tenia 143 habitants. Pertany al districte municipal de Líssie Gori.